# Bussière-Saint-Georges
Bussière-Saint-Georges este o comună în departamentul Creuse din centrul Franței. În 2009 avea o populație de 212 de locuitori.

## Evoluția populației
Evoluția numărului de locuitori este cunoscută prin recensămintele populației desfășurate în comuna din 1793. Din 2006, populațiile legale ale comunelor sunt publicate anual de INSEE. Recensământul se bazează acum pe o colecție anuală de informații, care acoperă succesiv toate teritoriile municipale pe o perioadă de cinci ani. Pentru municipalitățile cu mai puțin de 10.000 de locuitori, se efectuează un sondaj de recensământ al întregii populații la fiecare cinci ani, populațiile legale ale anilor intermediari fiind estimate prin interpolare sau extrapolare. Pentru municipalitate, primul recensământ cuprinzător în cadrul noului sistem a fost realizat în 2007.
În 2015, comuna avea 255 de locuitori, o creștere de 14,35% față de 2010 (Creuse: -2,17%, Franța, cu excepția Mayotte: + 2,44%).
| An        | 1975 | 1982 | 1990 | 1999 | 2006 | 2009 |
| --------- | ---- | ---- | ---- | ---- | ---- | ---- |
| Populație | 355  | 256  | 239  | 184  | 208  | 212  |